# Astragalus alpinus
Espèce
Classification APG III (2009)
Astragalus alpinus, l'Astragale des Alpes, est une espèce de plantes à fleurs de la famille des Fabaceae. C'est une plante herbacée de l'hémisphère nord.

## Description
C'est une plante herbacée pérenne.

## Répartition et habitat
Cette espèce est cosmopolite dans l'hémisphère nord : présente dans la toundra et la forêt boréale, on la trouve beaucoup plus au sud dans les massifs montagneux.